# Canara Bank Bangalore Open 2008
Canara Bank Bangalore Open 2008 was the biggest Women's WTA Tennis Tournament of South and South-East Asia in 2008. Відбувся from 3 березня to 9 березня in the KST Signature Kingfisher Tennis stadium in the Indian city of Бенгалуру on outdoor hardcourts. 2008 was the sixth edition of the event, and the third held in Bangalore. The tournament had been upgraded to Tier 2 from a Tier 3 event and would offer a total prize money pot of US$600,000 up from $175,000 last year.
The field was led by Єлена Янкович and formers world #1, Вінус Вільямс і Серена Вільямс.[джерело?] Патті Шнідер, Агнеш Савай, Сібіль Баммер і Віра Звонарьова were also present.
Саня Мірза, the top Indian woman tennis player decided to skip her home event, citing the number of controversies that ensue every time she plays at home. According to Mirza: "Every time I play in India, there has been a problem. So [me and my manager] just thought it was better not to play this time."

## WTA Entrants

### Сіяні пари
| Країна    | Гравчиня        | Рейтинг 1 | Сіяна |
| --------- | --------------- | --------- | ----- |
| Сербія    | Єлена Янкович   | 4         | 1     |
| США       | Вінус Вільямс   | 8         | 2     |
| США       | Серена Вільямс  | 10        | 3     |
| Швейцарія | Патті Шнідер    | 12        | 4     |
| Угорщина  | Агнеш Савай     | 17        | 5     |
| Австрія   | Сібіль Баммер   | 20        | 6     |
| Росія     | Віра Звонарьова | 21        | 7     |
| Росія     | Марія Кириленко | 27        | 8     |

- 1 Рейтинг подано станом на 25 лютого 2008

### Інші учасниці
Учасниці, що потрапили до основної сітки завдяки вайлд-кард:
- Іша Лахані
- Шіха Уберой

The following player used protected ranking to gain entry into the singles main draw:
- Санда Мамич

Гравчині, що потрапили до основної сітки через стадію кваліфікації:
- Анжеліка Бахманн
- Моніка Нікулеску
- Сунь Тяньтянь
- Агнеш Сатмарі

## Переможниці та фіналістки

### Одиночний розряд
Серена Вільямс —  Патті Шнідер, 7-5, 6-3
- Для Вільямс це був перший титул за сезон і 29-й — за кар'єру.

### Парний розряд
Пен Шуай /  Сунь Тяньтянь —  Чжань Юнжань /  Чжуан Цзяжун, 6-4, 5-7, 10-8